# Jacques II Perier
Pour les autres membres de la famille, voir famille Casimir-Perier.
Jacques Perier (24 février 1703 - 5 juillet 1782, Grenoble) est un négociant et manufacturier français, consul de Grenoble au XVIIIe siècle.

## Biographie
Né le 24 février 1703 de Jacques Perier, bourgeois du Périer, et d'Antoinette Barthélémy, Jacques Perier est baptisé le 3 mars à Saint-Baudille-et-Pipet, en Dauphiné.
Jacques Perier commence comme associé dans un petit commerce de mercerie à Grenoble. Il fait le pari à partir des années 1740 (peut-être même avant) d’acheter des toiles peintes et de les expédier dans le Midi de la France, en Languedoc et en Provence, puis en Espagne. 
Il a été consul de Grenoble (1767-1773).
On sait que le ministre des Affaires étrangères du roi Louis XVI, Armand Marc de Montmorin Saint-Hérem (tué lors des massacres de septembre 1792), lui demandait des conseils concernant le commerce[réf. nécessaire]. Jacques Perier était également actionnaire de la Compagnie des Indes (son fils Antoine en sera plus tard le directeur à Lorient), et il est intéressé à l'importation des toiles dites Indiennes. Il possédait de nombreuses terres en Dauphiné, en Provence et dans d'autres régions de France.
Marié à Élisabeth Dupuy (1719-1798), il est notamment le père de Claude Perier et le grand-père de Camille Jordan et de sainte Philippine Duchesne (fille de Pierre-François Duchesne).
Il est mort le 5 juillet 1782 à Saint-Louis (en la ville de Grenoble) à l'âge de 79 ans.

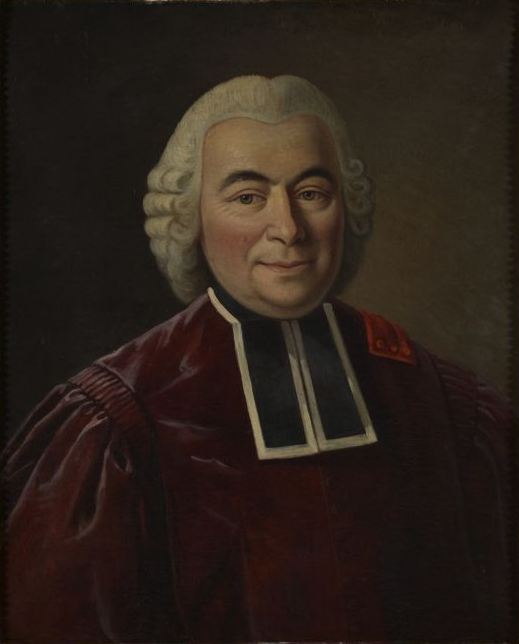
Portrait de Jacques II Perier (1703-1782). Auteur anonyme, (Musée de la Révolution française).
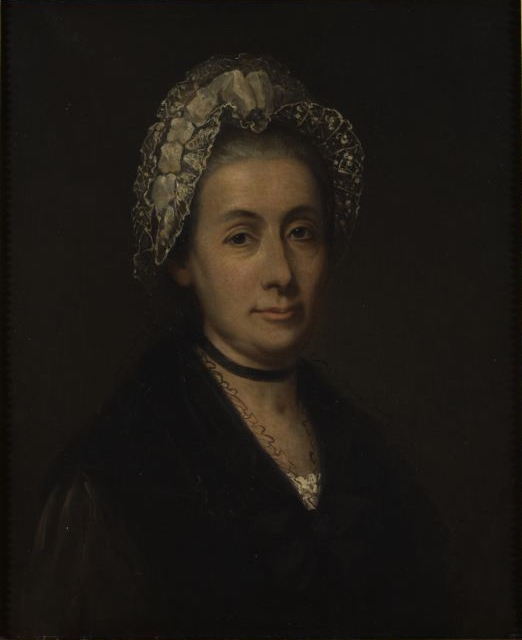
Portrait de son épouse, née Elisabeth Dupuy (1719-1798). Auteur anonyme, (Musée de la Révolution française).

## Sources
- Henry de Pazzis, Origines, histoire et descendance de la famille Perier: Jacques II Perier, 1703-1782, Élisabeth Dupuy, 1719-1798 et leurs sept enfants, descendance de Marie-Élizabeth Perier et Pierre Jordan, Volume 6, 2006
- Sylvain Turc, Les élites grenobloises des lumières à la monarchie de juillet: noblesses, notabilités et bourgeoisies, 1760-1848, 2009
- Madeleine Bourset, Casimir Perier: un prince financier au temps du romantisme, 1994
- Jérôme Rojon, L’industrialisation du Bas-Dauphiné : le cas du textile (fin XVIIIe siècle à 1914), thèse, Université Lumière Lyon 2,  2007